# Ismael Mathay Junior
 (décembre 2013).
Si vous disposez d'ouvrages ou d'articles de référence ou si vous connaissez des sites web de qualité traitant du thème abordé ici, merci de compléter l'article en donnant les références utiles à sa vérifiabilité et en les liant à la section « Notes et références ».
Ismael A. "Mel" Mathay, Junior (né le 26 juin 1932 - mort le 25 décembre 2013) est un homme politique philippin. Il a été le maire (en) de Quezon City de 1992 à 2001. Avant, il a été un membre du Congrès qui représente la 4e circonscription de Quezon City de 1987 à 1992, et vice-gouverneur de la Commission métropolitaine de Manille,,.